# トラルファマドール星
トラルファマドール星（トラルファマドールせい、Tralfamadore）は、カート・ヴォネガットのいくつかの小説に登場する架空の惑星である。架空の宇宙人であるトラルファマドール星人（Tralfamadorians）が住んでいるが、詳細な設定は小説によって異なる。

## トラルファマドール星または星人が登場する小説とその概要

### タイタンの妖女
1959年の小説『タイタンの妖女』では、ウィンストン・ナイルス・ラムフォードが土星の衛星タイタンで、トラルファマドール星から来たロボットのサロと友人になる。サロは遠く離れた銀河にメッセージを届ける任務の途中で宇宙船が故障したため、タイタンに20万年間足止めされている。サロから連絡を受けたトラルファマドール星人は、地球の歴史を操作して、人類に修理用の部品を製造させようとする。ストーンヘンジや万里の長城といった巨大な建築物は、部品製造の進行状況をサロに知らせるためにトラルファマドール星人が人類に作らせたものである。

### ローズウォーターさん、あなたに神のお恵みを
1965年の小説『ローズウォーターさん、あなたに神のお恵みを』では、主人公エリオット・ローズウォーターが大ファンであるキルゴア・トラウトによる作中小説『宇宙の三日間通行券』の中で登場する。この作中小説の中では、トラルファマドール星人は宇宙探検隊の司令官で、地球出身の隊員であるボイルを呼び出し、故郷から訃報が届いたと告げる。「母ですか、父ですか…」と尋ねるボイルに、司令官は「問題はだれが死んだかではなく、何が死んだかだ」、「何が死んだかというと、銀河系なんだよ」と答える。

### スローターハウス5
1969年の小説『スローターハウス5』では、主人公のビリー・ピルグリムは、トラルファマドール星人に誘拐され、トラルファマドール星の動物園で地球の映画スターのモンタナ・ワイルドハックとともに裸で展示される。トラルファマドール星人は、過去から未来にわたる全ての時間を同時に一望することができる。彼らによると、宇宙はトラルファマドール星人が宇宙船の新型燃料を実験している時に、誤って吹き飛ばされて消滅してしまう。

### ホーカス・ポーカス
1990年の小説『ホーカス・ポーカス』では、キルゴア・トラウトによると思われる（小説中では作者は明記されていない）作中小説『トラルファマドールの長老の議定書』の中に登場する。